# اینزو اموری
اریک آندت (زاده ۸ دسامبر ۱۹۸۶) کشتی‌گیر حرفه ای آمریکایی است که با نام رینگی اینزو به‌طور مستقل کشتی می‌گیرد. وی بیشتر به خاطر دوران حضور در WWE شناخته می‌شود، جایی که او با نام رینگی اینزو اموری کشتی می‌گرفت. او در WWE بخاطر همکاری با بیگ کس(۲۰۱۳ تا ۲۰۱۷) برجسته شد. آنها در NXT جایزه تگ تیم پایان سال را در سال ۲۰۱۵ به‌دست آوردند. او بعداً به شوی ۲۰۵ لایو منتقل شد، جایی که او دو بار قهرمان Cruiserweight شد. وی از زمان ترک WWE، شروع به کار در موسیقی رپ کرد. او در ابتدا نام Real1 بکار می‌برد، اما اکنون با همان نامی که در کشتی مستقل بکار می‌برد، فعالیت می‌کند.